# 比格倫巴赫河
47°00′55″N 7°39′28″E / 47.01522°N 7.65775°E

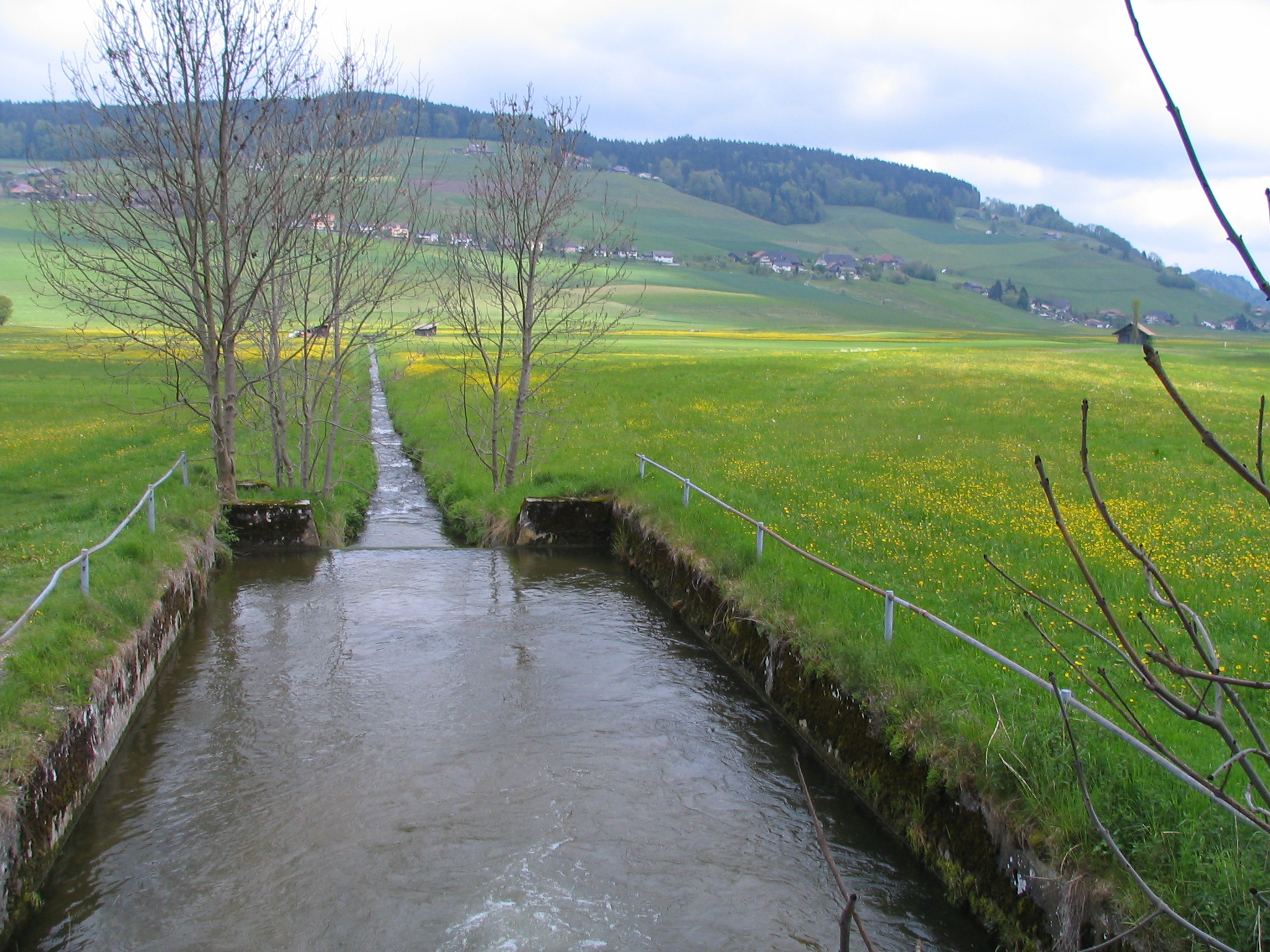

比格倫巴赫河是瑞士的河流，位於該國中西部，流經伯恩州，屬於埃默河的左支流，河道全長19.7公里，流域面積51.1平方公里，發源自奧伯塔爾，河口處在哈斯勒附近。